# Konrad Samuel Schurzfleisch

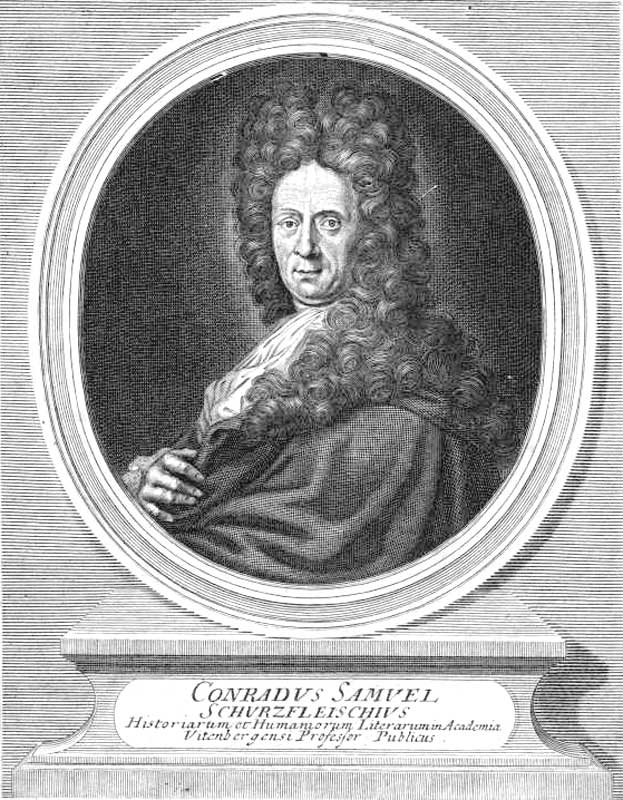
Konrad Samuel Schurzfleisch

Titelblatt Opera historico politica, 1699

Konrad Samuel Schurzfleisch auch: Schurtzfleisch, (* 3. Dezember 1641 in Korbach, Waldeck; † 7. Juli 1708 in Wittenberg) war ein deutscher Historiker, Polyhistor und Bibliothekar.

## Leben und Wirken
Konrad Samuel Schurzfleisch wurde 1641 in Korbach, Waldeck, als Sohn des einstigen Hofpredigers des Grafen von Waldeck und nachmaligen Schulrektors Johann Schurzfleisch (* 1609 in Wildungen; † 1699 (1669) in Korbach) und seiner Frau Anna Gutta Benigna (geb. Fulder) geboren. Er besuchte die Schule und das Gymnasium seiner Geburtsstadt und begann 1658 ein Studium an der philosophischen Fakultät der Universität Gießen. Dort besuchte er unter anderem die Vorlesungen von Ludwig Feuerborn, von Johann Otto Tabor, Johann Tacke und wurde besonders von Johann Conrad Dieterich gefördert, in dessen Haus er drei Jahre lang Aufnahme gefunden hatte.
Schurzfleisch wechselte am 23. April 1662 an die Universität Wittenberg, wo er bereits im Oktober 1662 den akademischen Grad eines Magisters erwarb. Nachdem er 1663 als Magister Legens die Lehrerlaubnis an Universitäten erworben hatte, hielt er in Wittenberg private Vorlesungen. 1666 wurde ihm die Stelle des Rektors der Alten Landesschule Korbach angetragen. Dabei scheint er in und außerhalb der Schule so viel unkonventionelle und heterodoxe Aktivität entfaltet zu haben, dass er sein Amt bald wieder räumen musste, was er angeblich mit dem Satz „haec schola me non capit“ („diese Schule hält mich nicht“) quittierte.
Im Anschluss folgten Reisen, die ihn durch Deutschland führten. 1667 ging er als Aufsichtsperson einiger Studenten an die Universität Leipzig. Dort pflegte er Kontakt zu Friedrich Rappolt, Jakob Thomasius, Christian Friedrich Franckenstein und Joachim Feller. Er wurde als Hofmeister des jungen Karl Wiedemann angestellt, mit dem er 1668 wieder nach Wittenberg ging. Dabei widmete er sich wieder dem akademischen Leben, hielt weiter Vorlesungen und stand mit Aegidius Strauch II. und Caspar Ziegler in Kontakt. In jener Zeit entstand sein Erstlingswerk Judicia de novissimis prudentiae civilis scriptoribus, in welchem er die Größen aus seinem Fachbereich und der Politik angriff.
Die Proteste der Angegriffenen führten dazu, dass Schurzfleisch bekannt wurde. Dies stärkte wiederum sein Selbstbewusstsein, so dass er im Frühjahr 1671 den Kurfürsten Johann Georg II. von Sachsen bat, ihm eine außerordentliche Professur an der philosophischen Fakultät der Wittenberger Hochschule zu gewähren. Bei seinen Amtskollegen stieß dieses Unterfangen jedoch auf Ablehnung. Allerdings hatte Schurzfleisch gute Kontakte zum sächsischen Hof entwickelt, so dass er am 8. Oktober 1671 als Adjunkt an der philosophischen Fakultät aufgenommen wurde und noch im selben Jahr eine außerordentliche Professur für deutsche Geschichte zugewiesen bekam.
Nachdem Samuel Benedict Carpzov 1674 als Hofprediger nach Dresden gegangen war, übernahm er dessen Professur der Poetik und 1678 wechselte anstelle von Georg Green auf den Lehrstuhl der Geschichte. Zudem übernahm er 1685 den Lehrstuhl für hebräische Sprache, der vorher weit über ein Jahrhundert zur theologischen Fakultät gehörte und wieder in die philosophische Fakultät aufgenommen wurde. In jener Zeit prägte Schurzfleisch diesen Lehrstuhl mit, indem er ihn langsam zu einem orientalischen Lehrstuhl hin entwickelte. Zudem hatte man ihn bereits mit der am 17. September 1671 übertragenen außerordentlichen Professur auch als kurfürstlichen Geschichtsschreiber des Hauses Sachsen gebunden, was anfangs auch seinem Interesse für Geschichte entgegenkam. Als kritischer Zeitgeist wandte er sich jedoch von der reglementierten Historiografie ab und entwickelte, wie nicht unüblich in jenem Segment der Wissenschaft, ein weitgreifendes Interesse an Geschichte.
So war für ihn nicht nur die spezielle Geschichte Sachsens wichtig, sondern er beschäftigte sich auch mit den geschichtlichen Zusammenhängen Pommerns, Mecklenburgs, der Lausitz, Preußens und Schlesiens, themenspezifisch auch mit Stadt-, Kirchen-, Literatur- und Personengeschichte, sowie mit der Antiquitäten-, Realien- und Insignienkunde, außerdem noch mit Staats- und Völkerrecht. Sein Blick wandte sich dabei auch über die Grenzen Deutschlands hinaus und er wurde ein Pionier der ost- und südosteuropäischen Geschichtsforschung. Dabei beschäftigte er sich vornehmlich mit den Ereignissen in Russland, Ungarn, der Bukowina und der Türkei. Er beteiligte sich auch an organisatorischen Aufgaben der Wittenberger Hochschule. So bekleidete er das Dekanat der philosophischen Fakultät und war im Sommersemester 1682 und 1698 Rektor der Wittenberger Universität.
1700 gab er den Lehrstuhl für hebräische Sprache ab und erhielt dafür die repräsentative Professur der Eloquenz unter Aufgabe der griechischen. Zeitzeugen schilderten Schurzfleisch als von der „ausschweifenden Gelehrsamkeit dieses großen, in einem sehr kleinen Körper eingeschlossenen Mannes“, der durch seine Arbeit der Wittenberger Akademie ein hohes Ansehen einbrachte und sich im Laufe seiner Studien eine umfangreiche Bibliothek aufgebaut hatte. Als exzellenter Lateiner konnte er den Ruf der Hochschule als Zentrum der Philosophie und Geschichtswissenschaft in Konkurrenz zu den aufstrebenden jungen Akademien bewahren. In seiner Arbeit ließ er sich nicht von den Restriktionen der Lutherisch-Orthodoxen abhalten, sich einen neutralen Standpunkt zu wahren, wofür er selbst in der Zeit der Aufklärung noch positiv bewertet wurde.
Schurzfleisch, der sich der Geschichtswissenschaft verschrieben hatte, war ein Polyhistor, der in der philosophischen Fakultät, nicht in der theologischen, wurzelte und so den allgemeinen Aufstieg seiner Fakultät förderte. Am intensivsten und ertragreichsten nahm er seine Rollen als Dozent und als Kritiker der wissenschaftlichen Literatur wahr, während er als Autor manches größere Vorhaben nicht zu verwirklichen vermochte. Das Netz seiner Korrespondenz überspannte Mittel-, West- und Südeuropa, und so war er damals der größte Vermittler Wittenbergs zur Welt der wissenschaftlichen Koryphäen, der Minister, Beamten und Diplomaten. Die ihm eigene Polyhistorie ermöglichte vielfältige Verbindungen und ein Agieren auf der Bühne europäischer Wissenschaft. Ungeachtet seiner Vorliebe für die alten Sprachen diskutierte er im Kolleg meistens teils deutsch, teils lateinisch, um sich desto besser verständlich machen zu können. In seiner Lehrveranstaltung Notitia Autorum wurden die zu besprechenden Bücher den Hörern vorgelegt. Unmittelbar nach Beendigung einer Vorlesung suchte er das persönliche Gespräch mit den Studenten.
Die Anschaffung seiner großen kostbaren Privatbibliothek betrieb er als eine Art Lebenswerk und scheute nicht Fahrten zu auswärtigen Auktionen von Büchern und Handschriften. Zudem waren seine Reisen nach Holland, England, Frankreich, Italien, Österreich sowie zu deutschen Orten, wo er Unterredungen mit den Gelehrten seiner Zeit führte, auch in der Auswertung mit den Wittenberger Studenten von Nutzen. Diesen vermittelte er auch die Erfahrungen vom Besuch der Münzkabinette und konnte ihnen auch die Erfahrung vor Ort während ihrer Studien vermitteln. Vor allem lag ihm dabei der Verweis auf das Quellenstudium und die Beweisführung nahe, welche Ansätze später Johann Martin Chladni aufgriff und zur Grundlage der modernen Geschichtswissenschaften machte.
In einem Brief hat sich Schurzfleisch einmal über die Art, wie Geschichte zu behandeln sei, geäußert. Anfangs lese man viel und fleißig des Wissens halber griechische und lateinische Geschichtswerke. Hierauf wende man sich der deutschen Geschichte und den Geschichtswerken seines Zeitalters zu, den Schriften von Johann Pistor, Justus Reuber, Marquard Freher, Simon Schard und Melchior Goldast. Dann beginne man mit dem Studium der von Pierre Pithou herausgegebenen Quellen zur mittelalterlichen Geschichte, die für künftige Staatsmänner bedeutungsvoll seien. Darauf sollte man die Geschichte Maximilians I. und die damit in Zusammenhang stehenden Entwicklungen im Ausland aus den Veröffentlichungen von Johannes Cuspinian, Jacques Auguste de Thou und Francesco Guicciardini kennenlernen.
Es gelte, die politischen Veränderungen, den Aufstieg und Fall der Staaten zu verstehen, nach geeigneten Beispielen für Leben und Hof zu suchen. Insbesondere sollten die Deutschen ihr Vaterland kennenlernen, auch die Ursprünge von Kaiser und Fürsten und von Familien, Bündnissen, Friedensschlüssen, Kriegen, Städten, besonders Reichs- und Hansestädten. Schurzfleisch schloss unter dem Eindruck der jüngsten kriegerischen und diplomatischen Erfolge Ludwigs XIV. mit dem Rat, auch die Geschichte Frankreichs zu studieren. Schurzfleisch erschien hier vor allem als ein Ratgeber für solche, die in den Staatsdienst einzutreten beabsichtigten.
1702 sorgte Schurzfleisch dafür, dass sein jüngerer Bruder und Substitut Heinrich Leonhard Schurzfleisch seine Professur der Geschichte übernahm, er blieb aber selbst Honorarprofessor. Dies eröffnete ihm in seiner Leidenschaft, die Literatur zu sammeln, neue Perspektiven. So wurde er 1705 von Wilhelm Ernst von Sachsen-Weimar zum ersten Direktor der Hofbibliothek in Weimar ernannt, womit er einen Unterstützer seiner Sammelleidenschaft gefunden hatte, auch wenn er jener Direktion nicht in vollem Umfang nachkam, da er sich hauptsächlich weiter in Wittenberg aufhielt. Seine private Sammlung, die er auf der Grundlage der Sammlung seines Vaters fortgeführt hatte, übernahm sein Bruder, der sie fortführte. 1722 wurde sie nach einer zuvor erfolgten, wohl rechtswidrigen Beschlagnahme durch Herzog Wilhelm Ernst in die Sammlung der heutigen Herzogin-Anna-Amalia-Bibliothek übergeführt. Bei dem verheerenden Bibliotheksbrand am 2. September 2004 wurden große Teile der Sammlung vernichtet. Nicht bei dem Brand zerstört wurden seine Sammlung von mittelalterlichen Handschriften in der Handschriftenabteilung und viele seiner persönlichen Schriften, die sich im Thüringischen Hauptstaatsarchiv Weimar, Familiennachlass Schurzfleisch, befinden.
Schurzfleisch selbst starb an den Folgen einer Wassersucht. Sein Kollege Gottlieb Wernsdorf der Ältere rühmte in seiner Leichenrede seine Literaturkenntnis. Er habe mehr Bücher durchgeblättert als Tage gelebt, mehr Bücher gelesen als andere besitzen und mehr besessen, als andere den Namen nach kennen. Keine Auktion, kein Büchermarkt entging seiner Aufmerksamkeit und er war unermüdlich, seine Bücherschätze zu mehren und zu ergänzen, wie auch zu öffentlichen Bibliotheken und Handschriftensammlungen sich Zutritt zu verschaffen. So wurde er für seine Umgebung und seine gelehrten Zeitgenossen zum Orakel, das man als lebende Bibliothek und wandelndes Museum bezeichnete.

## Werkauswahl
- Labronis a Verasio [ps.] Satum Sarckmasiana publice detecta, modeste castigata. Teutoburgum Wittenberg 1669
- Propositiones ad rationem interpretandi pertinentes. Wittenberg 1691; urn:nbn:de:gbv:9-g-4887712 (Digitale Bibliothek Mecklenburg-Vorpommern).
- Poemata Latina et Graeca. Zimmermann, Wittenberg 1702. (books.google.de)
- Silesiam Loquentem. Wittenberg 1705 (Digitalisat in der Digitalen Bibliothek Mecklenburg-Vorpommern)
- Acta Sarcmasiana ad usum reipublicae litterariae in unum corpus collecta. Hrsg. Theodor Crusius. Bachaier, o. O. 1711. (books.google.de)
- Epistolae arcanae varii argumenti. Hrsg. Heinrich Leonhard Schurtzfleisch. 2 Bände., Renger, Halle (Saale) 1711/1712. (Band 1 – books.google.de)
- Epistolae selectiores (mit „Memoria Schurtzfleischii“ von Johann Wilhelm Berger). Wittenberg 1712
- Notitia scriptorum librorumque varii argumenti. 2 Bände. Wittenberg 1735/1736. – Schurtzfleischiana. Wittenberg 1729
 siehe auch: Curiositäten der physisch- literarisch- artistisch- historischen- Vor- und Mitwelt, zur angenehmen Unterhaltung für gebildete Leser. Band 4. Verlag H. S. privel. Landes-, Industrie-Comptoirs, Weimar 1815, S. 43; Textarchiv – Internet Archive.